# Provincia di Jiwaka
La  provincia di Jiwaka è una provincia della Papua Nuova Guinea appartenente alla Regione delle Terre Alte. È stata costituita nel maggio 2012 scorporando i distretti di Anglimp-South Waghi, Jimi e North Waghi dalla Provincia degli Altopiani del Sud.

## Geografia antropica

### Suddivisioni amministrative
La provincia è suddivisa in distretti, che a loro volta sono suddivisi in aree di governo locale (Local Level Government Areas).
| Distretto                        | Capoluogo | Aree LLG          |
| -------------------------------- | --------- | ----------------- |
| Distretto di Anglimp-South Waghi | Minj      | Anglimp Rural     |
| Distretto di Anglimp-South Waghi | Minj      | South Waghi Rural |
| Distretto di Jimi                | Tabibuga  | Jimi Rural        |
| Distretto di Jimi                | Tabibuga  | Kol Rural         |
| Distretto di North Waghi         | Banz      | North Waghi Rural |
| Distretto di North Waghi         | Banz      | Nondugl Rural     |